# Mamajev Kurgan

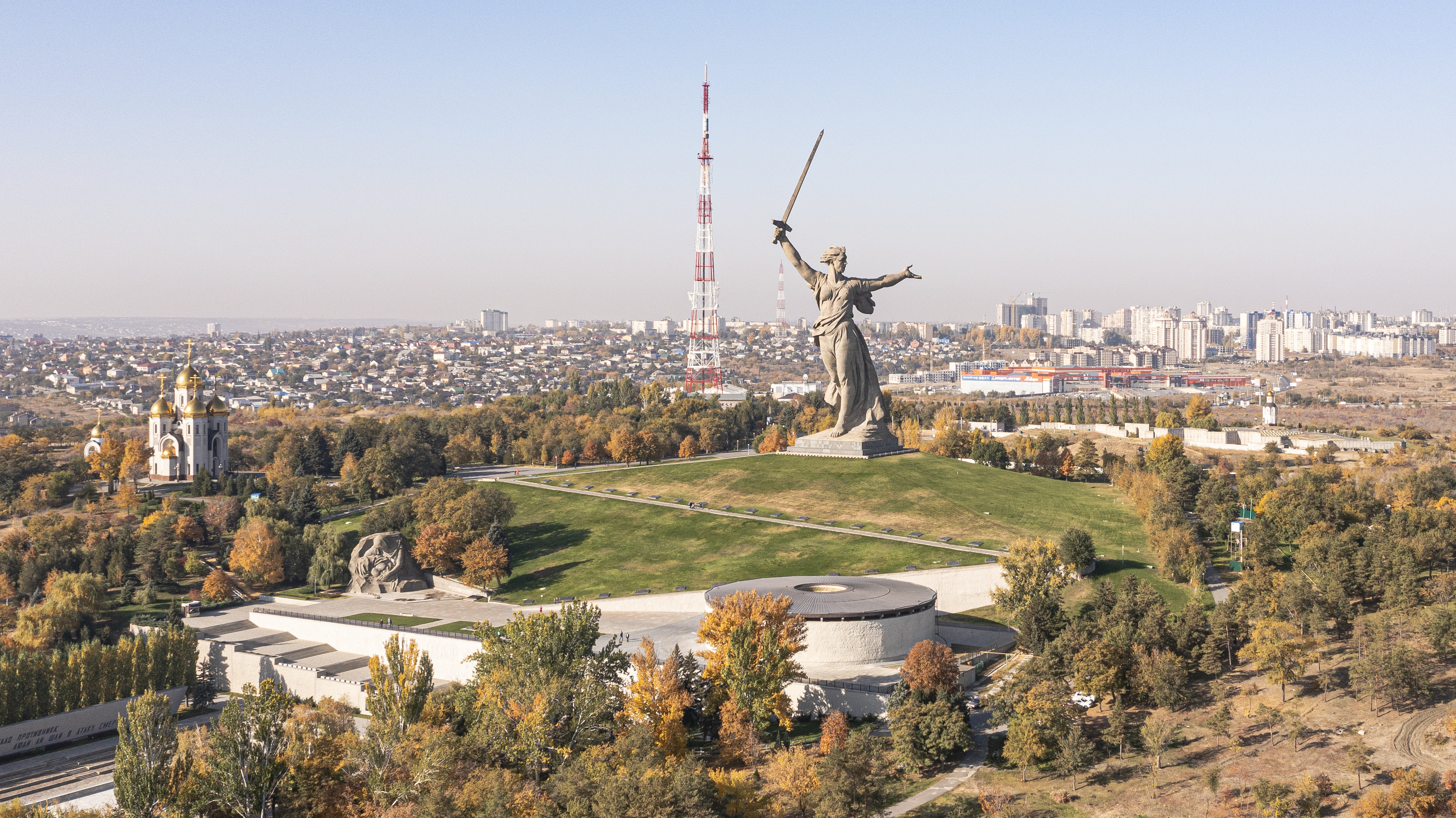
Mamajev Kurgan med statyn Moderlandet kallar.

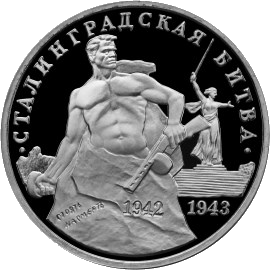
Jubileumsmynt

Mamajev Kurgan (ryska Мамаев курган) är en dominerande höjd med utsikt över staden Volgograd, tidigare Stalingrad, i södra Ryssland. Namnet på ryska betyder "tumulus av Mamai". Formationen domineras av ett minnesmärke som hyllar slaget vid Stalingrad (augusti 1942 till februari 1943). Slaget, en hårt utkämpad sovjetisk seger över axelstyrkorna på östfronten under andra världskriget, blev en av de blodigaste striderna i mänsklighetens historia. När statyn med namnet Moderlandet kallar restes år 1967 var den den största fristående skulpturen i världen. Det är världens högsta skulptur av en kvinna på 85 meter och 8 000 ton. Svärdet som statyn håller i sin högra hand mäter 27 meter och väger 14,3 ton.

## Slaget om Stalingrad
När styrkor från den tyska sjätte armén inledde sin attack mot Stalingrads stadskärna den 13 september 1942, såg Mamayev Kurgan (på militära kartor benämnd "Höjd 102.0") särskilt hårda strider mellan de tyska angriparna och försvararna från sovjetiska 62:a armén. Kontroll över höjden blev mycket viktig eftersom den erbjöd kontroll över staden. För att försvara höjden hade sovjeterna byggt starka försvarslinjer på dess sluttningar, sammansatta av skyttegravar, taggtråd och minfält. Tyskarna trängde fram mot höjden och tog stora förluster. När Mamajev Kurgan erövrades besköt tyskarna stadens centrum och stadens centralstation som sedan kunde intas den 14 september 1942.
Samma dag anlände den sovjetiska 13:e gardesskyttedivisionen under befäl av Aleksandr Rodimtsev till staden från östra sidan av floden Volga under kraftig tysk artillerield. Divisionens 10 000 man rusade omedelbart in i striden. Den 16 september återerövrade sovjeterna Mamayev Kurgan och fortsatte att strida om järnvägsstationen med stora förluster. Dagen efter hade nästan alla stupat. Sovjeterna fortsatte förstärka sina enheter i staden så snabbt som möjligt. Tyskarna anföll upp till tolv gånger om dagen, och sovjeterna svarade med hårda motangrepp.
Höjden bytte innehavare flera gånger. Den 27 september erövrade tyskarna återigen hälften av Mamayev Kurgan. Sovjeterna höll sina egna positioner på höjdens sluttningar, när den 284:e skyttedivisionen försvarade nyckelfästet. Försvararna höll ut till den 26 januari 1943, då de motanfallande sovjetiska styrkorna avlöste dem. Slaget om staden slutade en vecka senare med ett totalt tyskt nederlag.
När striden slutade hade jorden på höjden blivit så grundligt beskjuten av granateld och blandad med metallfragment att den innehöll mellan 500 och 1 250 metallsplitter per kvadratmeter. Jorden på höjden hade förblivit svart på vintern, eftersom snön fortsatte att smälta i de många bränderna och explosionerna. Följande vår var höjden fortfarande svart, eftersom inget gräs växte på den brända jorden och de tidigare branta sluttningarna hade plattats till under månader av intensiv beskjutning och bombardemang. Än idag kan man hitta fragment av ben och metall begravda djupt i området.[källa behövs]

## Minneskomplex

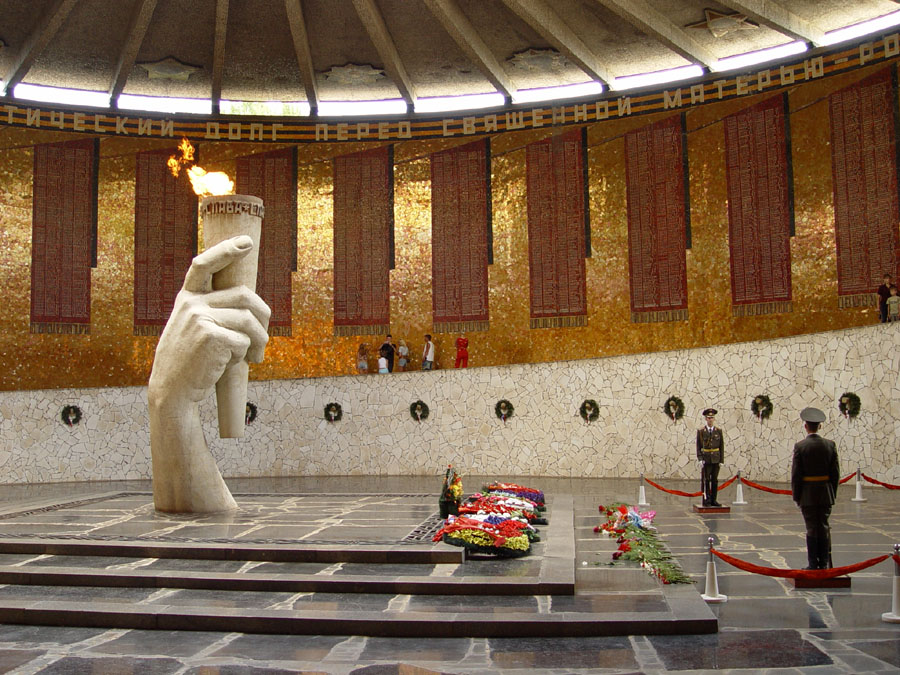
Den eviga lågan.

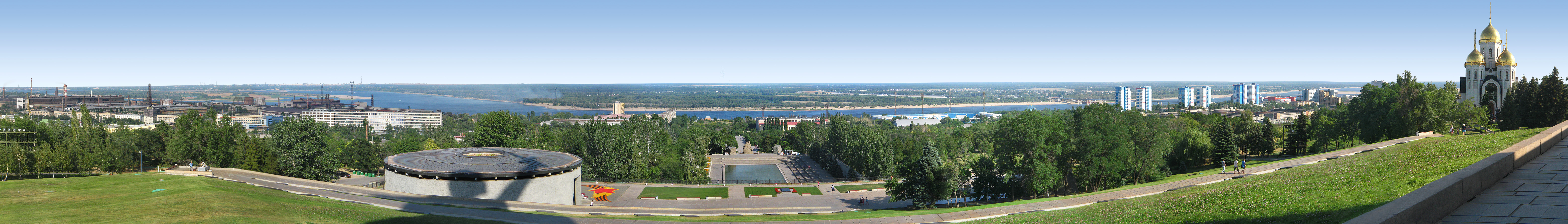
Bild från toppen av Mamayev Kurgan (vid statyns bas), med utsikt över floden Volga

Efter kriget lät de sovjetiska myndigheterna uppföra det enorma minneskomplexet Mamayev Kurgan. Vasilij Tjujkov, som ledde sovjetiska styrkor vid Stalingrad, ligger begravd vid Mamayev Kurgan, som den enda marskalken av Sovjetunionen som begravdes utanför Moskva. Bland andra som är begravda på platsen kan nämnas   krypskytten Vasily Zaytsev som begravdes där 2006.
Det monumentala minnesmärket, som byggdes mellan 1959 och 1967, kröns av en enorm allegorisk staty av fosterlandet. Det utformades av Jevgenij Vuchetitj och har det fullständiga namnet Moderlandet kallar! (Ryska: Родина-мать зовёт! Rodina Mat Zovyot!). Minnesmärket, som kröns av en 52 meter hög betongskulptur med ett 27 meter långt svärd av rostfritt stål, dominerar silhuetten av Stalingrad, senare Volgograd.
Statyn, som inspirerats av klassiska grekiska representationer av Nike med ett flödande draperi liknande det hos Nike från Samothrake, hålls fast på sin sockel enbart av sin egen vikt